# Liste der Großlagen Mosel
Die Liste der Großlagen Mosel enthält die 20 Großlagen im deutschen Weinanbaugebiet Mosel, das ganz überwiegend in Rheinland-Pfalz und zu einem kleinen Teil im Saarland liegt.
| Bereich     | Fläche in ha | Name der Großlage | Gemarkung(en) | Größe in ha | Anzahl der Einzellagen |
| ----------- | ------------ | ----------------- | --- | ----------- | ---------------------- |
| Burg Cochem | 1167         | Goldbäumchen      | Briedern, Bruttig-Fankel, Cochem, Ellenz-Poltersdorf, Ernst, Klotten, Moselkern, Müden (Mosel), Pommern, Senheim, Treis-Karden               | 272         | 135                    |
| Burg Cochem | 1167         | Grafschaft        | Alf, Bremm, Bullay, Ediger-Eller, Neef, Nehren, Sankt Aldegund                                                                               | 234         | 135                    |
| Burg Cochem | 1167         | Rosenhang         | Beilstein, Briedern, Bruttig-Fankel, Ellenz-Poltersdorf, Mesenich, Senheim, Treis-Karden, Valwig                                             | 213         | 135                    |
| Burg Cochem | 1167         | Schwarze Katz     | Zell (Mosel) | 231         | 135                    |
| Burg Cochem | 1167         | Weinhex           | Alken, Brodenbach, Burgen, Dieblich, Hatzenport, Kobern-Gondorf, Koblenz, Lehmen, Löf, Niederfell, Oberfell, Winningen                       | 236         | 135                    |
| Bernkastel  | 5624         | Badstube          | Bernkastel-Kues | 50          | 202                    |
| Bernkastel  | 5624         | Kurfürstlay       | Bernkastel-Kues, Brauneberg, Burgen, Kesten, Lieser, Maring-Noviand, Mülheim (Mosel), Osann-Monzel, Veldenz, Wintrich                        | 1345        | 202                    |
| Bernkastel  | 5624         | Michelsberg       | Klausen, Minheim, Neumagen-Dhron, Piesport, Rivenich, Trittenheim                                                                            | 995         | 202                    |
| Bernkastel  | 5624         | Münzlay           | Bernkastel-Kues, Graach an der Mosel, Zeltingen-Rachtig                                                                                      | 265         | 202                    |
| Bernkastel  | 5624         | Nacktarsch        | Kröv | 153         | 202                    |
| Bernkastel  | 5624         | Probstberg        | Fell, Kenn, Longuich, Riol, Schweich | 439         | 202                    |
| Bernkastel  | 5624         | Römerlay          | Trier | 60          | 202                    |
| Bernkastel  | 5624         | Sankt Michael     | Bekond, Detzem, Ensch, Klüsserath, Köwerich, Leiwen, Longen, Mehring, Pölich, Schleich, Thörnich                                             | 1362        | 202                    |
| Bernkastel  | 5624         | Schwarzlay        | Bausendorf, Bengel, Burg (Mosel), Dreis, Enkirch, Erden, Hupperath, Kinheim, Lösnich, Platten, Starkenburg, Traben-Trarbach, Ürzig, Wittlich | 625         | 202                    |
| Bernkastel  | 5624         | Vom heißen Stein  | Briedel, Pünderich, Reil | 262         | 202                    |
| Saar        | 800          | Scharzberg        | Ayl, Irsch, Kanzem, Kastel-Staadt, Konz, Ockfen, Pellingen, Saarburg, Schoden, Serrig, Wawern, Wiltingen                                     | 800         | 63                     |
| Ruwer       | 197          | Großlagenfrei     | Eitelsbach, Kasel, Mertesdorf, Morscheid, Sommerau, Waldrach                                                                                 | 197         | 23                     |
| Obermosel   | 749          | Gipfel            | Kirf, Merzkirchen, Nittel, Oberbillig, Onsdorf, Palzem, Tawern, Temmels, Wasserliesch, Wellen, Wincheringen                                  | 678         | 27                     |
| Obermosel   | 749          | Königsberg        | Igel, Langsur | 71          | 27                     |
| Moseltor    | 125          | Schloß Bübingen   | Besch, Nennig, Perl, Sehndorf, Tettingen, Wochern (gehören alle zur saarländischen Gemeinde Perl/Mosel)                                      | 125         | 6                      |